# 매니지먼트 숲
매니지먼트 숲(영어: Management SOOP)은 대한민국의 연예 기획사이다. 2011년, iHQ, 판타지오(이전 회사명: N.O.A 엔터테인먼트)에서 일한 김장균 대표가 설립하였다.

## 소속 연예인
- 공유
- 공효진
- 김민주
- 김재욱
- 김지수
- 남주혁
- 남지현
- 박연우
- 서현진
- 수지
- 이청아
- 이천희
- 장성훈
- 전도연
- 정가람
- 정유미

## 과거 소속 연예인
- 류승범
- 김민희
- 수애
- 정일우
- 유민규
- 이재준
- 김태금
- 전소니
- 최우식